# Kurt Andersen (général)
Pour les articles homonymes, voir Kurt Andersen et Andersen.
Kurt Georg Heinrich Andersen (2 octobre 1898 à Hohenrade (de) — 9 janvier 2003 à Bonn) est un Generalmajor allemand au sein de la Luftwaffe dans la Wehrmacht pendant la Seconde Guerre mondiale et un Brigadegeneral dans la Bundesgrenzschutz.
Il a été récipiendaire de la croix de chevalier de la croix de fer. Cette décoration est attribuée en reconnaissance d'un acte d'une extrême bravoure ou d'un succès de commandement important du point de vue militaire.

## Biographie
Kurt Andersen a appartenu à la Division de fer, corps franc de la Baltique au sein duquel il se bat dans les Pays baltes, après la fin de la Première Guerre mondiale.
Kurt Andersen est capturé par les troupes britanniques en mai 1945 et reste en captivité jusqu'en 1946.
De 1919 à 1935, il sert également dans la police allemande, au grade de Hauptmann (capitaine).

## Décorations
- Croix de fer (1914)
  - 2e classe
- Insigne des blessés (1914)
  - en Noir
- Croix de la Baltique (en)
  - 2e classe
  - 1re classe
- Croix d'honneur
- Agrafe de la croix de fer (1939)
  - 2e classe (22 septembre 1939)
- Croix de fer (1939)
  - 1re classe (3 mai 1940)
- Insigne d'assaut terrestre de la Luftwaffe (24 décembre 1942)
- Croix de chevalier de la croix de fer
  - Croix de chevalier le 23 décembre 1942 en tant que Oberst et commandant du Flak-Regiment 153[1]
- Commandeur de l'ordre du Mérite de la République fédérale d'Allemagne (Großes Verdienstkreuz) 1961